# Teoria d'Iwasawa
En teoria de nombres, la teoria d'Iwasawa és una teoria de mòduls de Galois dels grups de classes d'ideals, iniciada els anys 50 per Kenkichi Iwasawa, com a part de la teoria de cossos ciclotòmics. A principis dels anys 70, Barry Mazur va considerar generalitzacions de la teoria d'Iwasawa a varietats abelianes. Més recentment, cap als 90, Ralph Greenberg va proposar una teoria d'Iwasawa per a motius.

## Formulació
L'observació inicial d'Iwasawa fou que hi ha torres de cossos en teoria algebraica de nombres amb el grup de Galois isomorf al grup additiu de nombres p-àdics. Aquest grup, que generalment es denota amb la Γ, a la teoria i amb notació multiplicativa, es troba com a subgrup de grups de Galois d'extensions de cossos de grau infinit (que són, per la seva natura, grups pro-finits). El grup Γ és el límit invers dels grups additius {\displaystyle \mathbf {Z} /p^{n}\mathbf {Z} }, on p és un nombre primer fixat i {\displaystyle n=1,2,\dots }. Moijançant la dualitat de Pontryagin es pot expressar d'una altra manera: Γ és dual del grup discret de totes les p-potències d'arrels de la unitat en els nombres complexos.

## Exemple
Sigui ζ una p-arrel primitiva de la unitat i considerem la següent torre de cossos de nombres:
{\displaystyle K=\mathbf {Q} (\zeta )\subset K_{1}\subset K_{2}\subset \cdots \subset \mathbf {C} ,}
on {\displaystyle K_{n}} és el cos generat per una {\displaystyle p^{n+1}}-arrel primitiva de la unitat. Aquesta torre de cossos té com a unió L. Aleshores el Grup de galois de L sobre K és isomorf a Γ, ja que el grup de Galois de {\displaystyle K_{n}} sobre K és {\displaystyle \mathbf {Z} /p^{n}\mathbf {Z} }. Per tal d'obtenir un mòdul de Galois interessant, Iwasawa va prendre el grup de classes d'ideals de {\displaystyle K_{n}} i prengué {\displaystyle I_{n}} com la seva p-part de torsió. Hi ha aplicacions de la norma {\displaystyle I_{m}\rightarrow I_{n}} quan m>n i, per tant, un sistema invers. Si I és un límit invers, podem dir que Γ actua sobre I, i és desitjable tenir una descripció d'aquesta acció.
La motivació aquí fou indubtablement que la p-torsió d'un grup de classes d'ideals de K ja s'havia identificat anteriorment per Kummer com a l'obstacle principal d'una demostració directa del darrer teorema de Fermat. L'originalitat d'Iwasawa fou d'anar a infinit en una direcció nova. De fet, I és un mòdul sobre el grup anell {\displaystyle \mathbf {Z} _{p}[[\Gamma ]]}. Aquest és un anell amb un bon comportament (regular i de dimensió 2), la qual cosa significa que és força possible de classificar-hi mòdils d'una manera no excessivament difícil.

## Història
Des dels seus inicis, cap als anys 50, s'ha construït una teoria sòlida. S'ha establert una connexió fonamental entre la teoria de mòduls i les funcions L p-àdiques definides els anys 60 per Kubota i Leopold. La segona comença amb els nombres de Bernoulli i usa interpolació per a definir anàlegs p-àdics de la funció L de Dirichlet. Finalment semblava que podia desenvolupar-se la teoria que poc havia avançat des dels resultats de Kummer de feia ja un segle sobre els primers regulars.
La conjectura fonamental de la teoria d'Iwasawa fou formulada afirmant que els dos mètodes de definir les funcions L p-àdiques (per teoria de mòduls i per interpolació) haurien de coincidir sempre que estiguessin ben definides. La demostració vingué de les mans de Barry Mazur i Andrew Wiles per ℚ, i per Andrew Wiles en el cas de cossos de nombres totalment reals. Aquestes demostracions es van construir basant-se en el model de la demostració de Kenneth Ribet del convers del teorema de Herbrand (anomenat teorema de Herbrand-Ribet).
Més recentment, també basant-se en les tècniques de Ribet, Chris SKinner i Eric Urban han anunciat una demostració de la conjectura fonamental per a GL(2). Es pot obtenir una demostració més elemental del teorema de Mazur-Wiles usant sistemes d'Euler la com Kolyvagin desenvolupà (vegeu el llibre de Washington). Altres autors com Karl Rubin han demostrat altres generalitzacions de la conjectura fonamental usant el mètode dels sistemes d'Euler.